# 徐维新

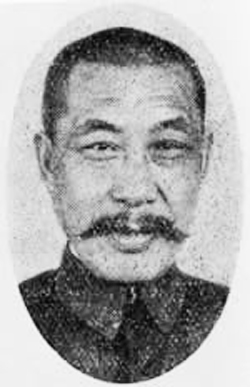

徐维新（1886年—?），辽宁省盖平县人，中华民国及满洲国政治人物。

## 生平
徐维新毕业于奉天法政专门学校。此后他历任安东地方审判厅庭长、江苏海州镇守使、江苏兵备补、陆军司令部军法官、江苏省宿迁县、沭阳县等县县长、江苏省徐海清乡总局会办、江苏省扬州关监督、辽宁省辽源县县长等职。1935年，他任满洲国最高检查厅检察官。1936年，他任满洲国最高检查厅次长，至1939年升任厅长，任至1945年。